# Paratendipes crosskeyi
Paratendipes crosskeyi är en tvåvingeart som beskrevs av Freeman 1956. Paratendipes crosskeyi ingår i släktet Paratendipes och familjen fjädermyggor. Inga underarter finns listade i Catalogue of Life.